# Mount Adam, Falklandsöarna
Mount Adam är med sina 700 meter över havet det högsta berget på Västra Falkland , Falklandsöarna och det näst högsta i ögruppen, efter Mount Usborne på Östra Falkland. 